# Rosa Luxemburg (dokumentarfilm)
|  | Denne artikel er oprettet af botten Steenthbot ud fra en ekstern database. Den kan derfor have sproglige fejl eller mangler. Denne skabelon kan fjernes efter kontrol af indholdet. |

Rosa Luxemburg er en dansk dokumentarfilm fra 1985 instrueret af Laurie Grundt.

## Handling
Rosa Luxemburgs fødsel, skole, produktion, miljø og venner. Historisk oversigt Europa 1860-1919. Personer, systemer, oprør. Rosa Luxemburgs polemiske skrifter: Kritik af socialdemokratiet, nationalismen, kolonialismen. SOZIALREFORM ODER REVOLUTION mod Kautsky/Bernstein. Kapitalens akkumulation, imperialisme. Fredsmøde: Rosa Luxemburg dræbes i 1919.